# ONE (浅川マキのアルバム)
『ONE』は、1980年4月5日に発表された浅川マキの7枚目（通算11枚目）のアルバムである。

## 解説
山下洋輔、近藤等則ら、国内のJazzミュージシャン達と、新宿ピット・インなどで録音されたアルバムである。
A面の作品の一部を除いては、誰もが楽譜の無い即興演奏で録音された。
なお、ジャケット裏にはPLAY IT LOUD !と表記がある。

## 収録曲

### Side A
1. 午後
作詩[2]：浅川マキ／作曲：山下洋輔
2. あの男がピアノを弾いた
作詩・作曲：浅川マキ
3. 都会に雨が降るころ
作詩：浅川マキ／作曲：山下洋輔
4. For M
作詩：浅川マキ／作曲：山下洋輔
  - Mはアート・アンサンブル・オブ・シカゴのベーシスト、マラカイ・フェイヴァーズ（英語版、シンプル英語版、チェコ語版）。

山下が彼に捧げた曲。

### Side B
1. PIGNOSE と手紙
作詩・作曲：浅川マキ
  - 演奏時間17分を超える曲。

なおPIGNOSE（ピグノーズ）とは携帯型の楽器用アンプであり、「ちょうど手のひらに乗る大きさの四角いスピーカー」とライナーノーツに記述あり。

## 演奏者
- 浅川マキ - Vocal
- 山下洋輔 - PIANO
- 川端民生 - BASS
- 近藤等則 - TRUMPET, SMALL TOYS, PIGNOSE AMP, etc.
- 山内テツ - E.GUITAR

## Recording Staff
- 柴田徹：PRODUCER
- 谷古宇広光：PRODUCER
- 関根由起子：PRODUCER
- 吉野金次：PRODUCER
- 永野久：DIRECTOR
- 田村仁：PHOTOGRAPHER
- 板垣麟：ART DIRECTOR
- 前原由紀夫：DESIGNER
- 吉野金次：RECORDING & MIXING ENGINEER
- 水谷照也：ASSISTANT ENGINEER
- ピート：ASSISTANT ENGINEER
- せなまる：PRODUCE

## Recorded At
- STUDIO TAKE ONE
- 新宿ピット・イン

## Special Thanks To
- 白井幹夫
- 北出敏厳
- 岩上六平
- 龍野治徳
- 桜井修一
- MEDAKA
- JAM RICE
- 新宿ピット・イン